# ウォーデン・フラッド
ウォーデン・フラッド（英語: Warden Flood、1694年 – 1764年4月15日）は、アイルランド王国の政治家、裁判官。アイルランド庶民院議員（在任：1727年 – 1760年）、アイルランド法務次官（在任：1742年 – 1751年）、アイルランド法務長官（在任：1751年 – 1760年）、アイルランド王座裁判所首席判事（在任：1760年 – 1764年）を歴任した。

## 生涯
アイルランド庶民院議員フランシス・フラッド（1660年ごろ – 1730年）と妻アン（Ann、旧姓オトウェイ（Otway）、サー・ジョン・オトウェイの娘）の長男として、1694年に生まれた。キルケニー・スクールで教育を受けた後、ダブリン大学トリニティ・カレッジに進学、1714年にB.A.の学位を修得した。1715年にインナー・テンプルに入学、1720年にアイルランドでの弁護士資格免許を取得した。
1727年から1760年までカラン選挙区の代表としてアイルランド庶民院議員を務めた。地元のキルケニー県ではポンソンビー家を支持、議会では（条件付きで）政府を支持したことで、1742年1月15日にアイルランド法務次官に任命され、1751年10月2日にアイルランド法務長官に昇進した。ただし、『アイルランド人名事典』によれば、政治家や裁判官として名声があったわけではなかった。
1759年に勃発した暴動では馬車に乗って庶民院に登院しようとしたときに襲撃に遭い、ダブリン大学トリニティ・カレッジに避難した。1760年にイングランドを訪れてアイルランド王座裁判所首席判事への任命を得て、庶民院を離れた。庶民院議員の退任以降、王立病院理事に就任するなど慈善事業にも関わった。
1764年4月15日にダブリンのリトル・カフ・ストリート（Little Cuffe Street）にある自宅で死去した。

## 家族
1732年と1739年の間にイザベラ・ホワイトサイド（Isabella Whiteside、1698年ごろ – 1778年11月13日）と結婚、2男1女をもうけた。2人は長男ヘンリーが生まれた後に結婚したため、ヘンリーは庶子扱いであり、嫡出の男子は次男ジョスリンだけだった。
- ヘンリー（1732年 – 1791年12月2日[4]） - 政治家。1762年4月13日、フランシス・マリア・ベレスフォード（Frances Maria Beresford、1815年没、初代ティロン伯爵マーカス・ベレスフォードの娘）と結婚、子供なし[2]
- ジョスリン（1746年7月15日洗礼 – 1767年5月19日） - アイルランド庶民院議員、生涯未婚[2][5]
- イザベラ[2]